# Maternity Leave (Lost)
Maternity Leave este un episod al serialului de televiziune Lost, sezonul 2.